# Fachkraft für Süßwarentechnik
Die Fachkraft für Süßwarentechnik war in Deutschland von 1980 bis 2014 ein staatlich anerkannter Ausbildungsberuf nach dem Berufsbildungsgesetz. Er wurde im Jahr 2014 vom Ausbildungsberuf des Süßwarentechnologen abgelöst.

## Ausbildungsdauer und Struktur

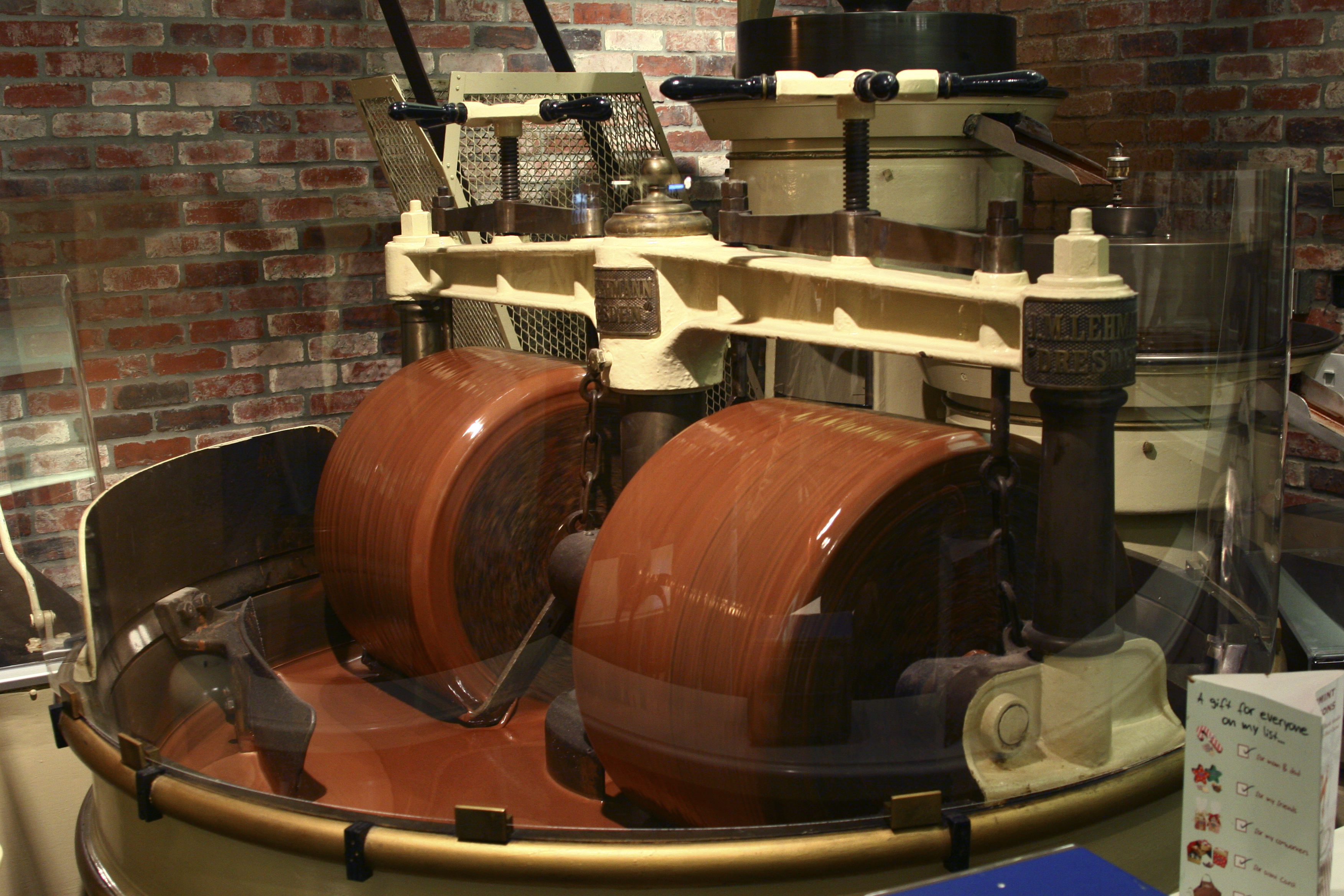
Schokoladenherstellung

Die Ausbildungsdauer zur Fachkraft für Süßwarentechnik beträgt in der Regel drei Jahre. Die Ausbildung erfolgt an den Lernorten Betrieb und Berufsschule. Die Ausbildungsordnung beinhaltete im Jahr 1980 die drei Fachrichtungen:
- Konfekt,
- Schokolade und
- Zuckerwaren

Im Jahr 1989 wurde dieses Spektrum durch eine weitere Fachrichtung Dauerbackwaren ergänzt. Eine weitere Änderung der Ausbildungsordnung war im Jahr 2000 erforderlich, weil die seuchenrechtlichen Vorschriften verändert wurden. Nun war nicht mehr vom Bundesseuchengesetz, sondern vom Infektionsschutzgesetz die Rede. In den Jahren 2013 und 2014 wurden die Ausbildungsinhalte überarbeitet, was zu dem Nachfolgeberufs des Süßwarentechnologens führte. Der Ausbildungsberuf trat zum 31. Juli 2014 außer Kraft. Sein Nachfolgeberuf ist der Süßwarentechnologe.

## Arbeitsgebiete
Fachkräfte für Süßwarentechnik stellen industriell Süßigkeiten, wie Bonbons und Pralinen her. Sie bedienen und überwachen die für die Produktion erforderlichen Maschinen, beseitigen Fehler und organisieren den Arbeitsablauf. Die hygienischen Vorschriften spielen bei diesem Beruf eine besondere Rolle. Je nach Fachrichtung stellen sie Konfekt, Schokolade, Zuckerwaren, Dauerbackwaren und Knabberartikel her. Sie arbeiten in Unternehmen der Süßwarenindustrie.

## Ausbildungsvergütung
Die Höhe der Ausbildungsvergütung richtet sich in der Regel nach tarifvertraglichen Regelungen.

## Berufsschule
Der schulische Teil der Ausbildung zur Fachkraft für Süßwarentechnik war lediglich an der Zentralfachschule der Deutschen Süßwarenwirtschaft (ZDS) in Solingen-Gräfrath möglich, diese ist weiterhin auch für die Ausbildung der Süßwarentechnologen zuständig.